# Lincoln Hall
Lincoln Ross Hall OAM (* 19. Dezember 1955 in Canberra; † 20. März 2012 in Sydney) war ein australischer Bergsteiger und Autor. Er sammelte jahrzehntelange Klettererfahrung in Neuseeland, im Himalaya, in der Antarktis und den Anden.
1984 scheiterte er knapp bei seinem ersten Versuch, den Mount Everest auf einer neuen Route ohne zusätzlichen Sauerstoff zu besteigen. Bekannt wurde er durch die erfolgreiche Besteigung des Mount Everest bei seinem zweiten Versuch im Jahr 2006, die er nur wie durch ein Wunder überlebte und später in einem Buch beschrieb. Hall lebte in Australien, tourte mit Vorträgen über seine Expeditionen und war Autor mehrerer Bücher.

## Ereignisse vom Mai 2006
Hall hatte den Gipfel des Mount Everest am frühen Morgen des 25. Mai 2006 erreicht, als ihn plötzlich beim Abstieg die Höhenkrankheit befiel. Bedingt durch Sauerstoffmangel bildete sich ein Hirnödem, er wurde bewusstlos und die begleitenden Sherpas konnten nicht verhindern, dass sich sein Zustand immer weiter verschlechterte, wobei sie ihm einen Großteil des für den eigenen Abstieg erforderlichen Flaschensauerstoffs spendeten. Nachdem sie keinen Puls und keine Atmung mehr erkannten und vermeintlich seinen Tod feststellten, wachten sie noch weitere zwei Stunden neben dem reglosen Körper, dann ließen sie ihn, um ihr eigenes Leben zu retten, auf einer Höhe von etwa 7600 m zurück. Im Lager berichteten sie von Halls Tod, diese Nachricht wurde daraufhin im Internet verbreitet und auch telefonisch an dessen Familie weitergegeben.
Währenddessen hatte Hall Glück im Unglück und aufkommende Bewölkung verhinderte, dass die Nachttemperaturen unter minus 25 °C sanken. Er wachte mehrmals auf und schlief wieder ein, aber durch seine Erfahrungen in Meditation und Yoga gelang es ihm schließlich, regungslos liegend bei Bewusstsein zu bleiben. Am folgenden Morgen fanden ihn ahnungslose Bergsteiger zufällig auf, bei Bewusstsein, stark unterkühlt und mit geöffneter Kleidung. Trotz seines kritischen Zustandes gelang Hall mit Hilfe der Gruppe der Abstieg und er erreichte das Lager auf dem Nordsattel auf eigenen Beinen, was später als nahe an einer medizinischen Unmöglichkeit angesehen wurde.

## Parallelen zu David Sharp
Die wundersame Rettung führte zu heftigen Diskussionen über den Tod von David Sharp, der nur wenige Tage zuvor fast am gleichen Ort zusammengebrochen eine Nacht verbrachte, ebenfalls auf dem Rückweg von der erfolgreichen Besteigung des Gipfels. Oberflächlich betrachtet wurde gefolgert, dass dann auch Sharp hätte gerettet werden können, da vor seinem Tod noch etwa 40 Personen an ihm vorbeigingen. Sharps Zustand war allerdings erheblich schlechter und im Gegensatz zu Hall war er zu keiner aktiven Mithilfe fähig, was in dieser Höhe nach Aussage von Bergsteigern wie Mark Inglis eine Rettung unmöglich machte, siehe auch Russell Brice und Everest – Spiel mit dem Tod, Staffel 1.

## Auszeichnungen
Für seine Verdienste um das Bergsteigen wurde er 1987 mit der Medaille des Order of Australia ausgezeichnet.

## Publikationen
- Totgesagt: Mein Überlebenskampf am Everest. Frederking & Thaler, München, November 2008, ISBN 978-3-89405-750-3